# Marengo (Iowa)
Marengo település az Amerikai Egyesült Államok Iowa államában, Iowa megyében, melynek megyeszékhelye is. Lakosainak száma 2435 fő (2020. április 1.).

## Népesség
A település népességének változása:

| 2010 | 2 528 |
| 2020 | 2 435 |